# Casino Alemán
El casino Alemán es un edificio ubicado en el número 23 de la calle López en el barrio de San Juan del centro histórico de la Ciudad de México  en la alcaldía Cuauhtémoc. Fue construido a finales del siglo XIX y remodelado a principios del siglo XX para albergar el Casino, institución fundada a mediados del siglo XIX.

## Historia
A mediados del siglo XIX la Ciudad de México albergaba una pequeña colonia, compuesta principalmente de comerciantes cuyas mercancías llegaban a los puertos de Tampico y Veracruz. 
Hacia marzo de 1848 los alemanes en México están al pendiente de la situación política en Europa, que está pasando por el estallido de las revoluciones de 1848 y motivados por estos movimientos sociales de unidad nacional y fraternidad deciden crear una institución propia con el fin de unificar a todos los expatriados alemanes sin importar sus lealtades políticas, por lo que el 11 de junio de 1848 fundan el Casino Alemán
El casino Alemán pronto se convirtió en el punto de reunión central de todos los alemanes
en la Ciudad de México y tuvo tres sedes durante el siglo XIX, las dos primeras se ubicaron en la actual calle Francisco I Madero: La primera sede estuvo ubicada en el número 7 del tramo denominado como calle de San Francisco y dos años después se cambió una casa ubicada en el número 1 del tramo conocido como calle de la Profesa. En esta última sede, el casino funcionó por 25 años hasta que en 1875 se cambió al recién nacionalizado colegio de niñas.
A finales del siglo XIX México vive bajo el Porfiriato una época de paz y de consolidación exterior en la que el capital extranjero forma un factor decisivo. Es en este periodo que la inmigración alemana llega de manera regular a México gracias a la bonanza económica que vive el país, la cual tiene como principal motor de crecimiento el fomentar la inversión extranjera.
La inversión alemana se concentró principalmente en la industria farmacéutica y en la generación de electricidad. Una de las concesiones más importantes fue la otorgada a la firma Siemens y Halske la cual en 1897 propuso al Ayuntamiento la electrificación de todo el centro de la ciudad. Asimismo, llegaron al país mineros, comerciantes y científicos alemanes y para 1891 vivían alrededor de 500 alemanes en la Ciudad de México
Para principios del siglo XX la sede era insuficiente y el casino se mudó a un edificio en la calle de López número 23, el cual había funcionado como sede de la 6.ª estación de policía. La inauguración se llevó a cabo el 31 de diciembre de 1907. La nueva sede contaba con cantina, salón de billares, una biblioteca con 6000 libros, boliche, salón de teatro y baile, salón de juntas y de recepciones.
Con motivo del centenario de la independencia de México, el emperador Guillermo II de Alemania envió como presente una estatua de mármol del barón Alejandro de Humboldt, la cual fue colocada en el jardín de la Biblioteca Nacional. Se develó en ceremonia oficial el 13 de septiembre de 1910.  Después del acto se organizó un convivio en el casino Alemán al que asistió el presidente Porfirio Díaz.
El 13 de mayo de 1942, un submarino nazi hundió un buque petrolero mexicano, el Potrero del Llano, la noticia causó gran indignación entre la población y los negocios y empresas de alemanes fueron atacados, el 16 de mayo un grupo de personas atacó el casino alemán rompiendo los ventanales y causando daños al exterior del edificio, requiriendo la intervención de la policía.
El 28 de mayo de 1942 México se declaró en estado de guerra contra las potencias del eje, y el 1 de junio se creó la ley relativa a propiedades y negocios del enemigo que faculta al presidente de la república a confiscar los bienes que pertenezcan a un país enemigo o a sus ciudadanos. La ley dispuso para su aplicación la creación de la junta de administración y vigilancia de la propiedad extranjera y el Casino Alemán 
fue confiscado por el gobierno hacia 1943 y entregado a la Confederación Nacional Campesina quienes lo otorgaron a la Coordinadora nacional de los pueblos indígenas quienes lo habilitaron como albergue de indígenas de todo el país. En 1993 triquis pertenecientes a la organización Movimiento de unificación y lucha Triqui expulsaron a los residentes y tomaron el edificio para su organización.

## Galería
|                                    |
| El casino durante la Alemania nazi |

|                                   |
| Tianguis en la fachada del casino |